# Fleming and Townsend
Fleming and Townsend war ein US-amerikanisches Old-Time-Duo, dass zur Zeit der Weltwirtschaftskrise einige Hits hatte.

## Geschichte
Reece Fleming und Respers Townsend kamen beide aus der Nähe von Covington im Tipton County, Tennessee. Sie begannen, in den 1920er-Jahren zusammen zu spielen, um ihr spärliches Einkommen aufzubessern und sich selbst zu unterhalten. Zunächst trat das Duo auf Barn Dances in den naheliegenden Ortschaften auf und dehnte seine Aktivitäten später mit steigender Popularität auf das Radio aus. Auch in Läden, Theatern und Clubs in Covington und Memphis, das nur ungefähr 30 Meilen nördlich des Tipton County liegt, traten sie auf.
1930 waren Fleming und Townsend bereits so bekannt, dass sie einen Vertrag beim Label Victor Records bekamen. Laut Ted Townsend, Resper Townsends Sohn, wurde das Duo bei einem Auftritt beim Sender WREC von Victor entdeckt und unter Vertrag genommen. Trotz der Weltwirtschaftskrise, die die Karriere vieler anderer Musiker zerstörte, schafften Fleming und Townsend mit ihrer ersten Single She’s Just That Kind / Just One Little Kiss ihren ersten Hit. Mit rund 20.000 verkauften Exemplaren zählte die Platte zu den Bestsellern Victors, denn in der damaligen Zeit schafften nur Jimmie Rodgers, die Carter Family und Carson Robison & Frank Luther solche Verkaufszahlen für Victor.
Auch ihre zweite Single, I’m Blue and Lonesome / Little Home Upon the Hill, erreichte einen respektablen Erfolg mit etwas weniger als 11.000 abgesetzten Platten. Fleming und Townsend waren – neben beispielsweise den Carolina Twins – eines der ersten Duos, die gemeinsam jodelten (genannt Blue Yodeling). Fleming übernahm den größten Teil des Gesangs und die Gitarrenbegleitung, während Townsend die  zweite Stimme sang und Mandoline, Gitarre, Mundharmonika oder Kazoo spielte. Sein teilweise bluesiger Stil auf der Mundharmonika erinnerte laut Tony Russell stark an Noah Lewis, Musiker in der Gruppe Cannon’s Jug Stompers, der ebenfalls in der Nähe von Covington lebte.
Obwohl sich ihre späteren Platten weitaus schlechter verkauften, behielt das Duo bis 1932 seinen Vertrag bei Victor. Einige ihrer Kompositionen wurden auch von anderen aufgenommen. Frankie Marvin und Gene Autry nahmen mit She’s Just That Kind, She’s Always On My Mind und I’m Blue and Lonesome drei ihrer Songs im Duett auf, und auch die Callahan Brothers und Hank Penny spielten ihre Versionen von She’s Just That Kind ein.
Nachdem der Vertrag mit Victor ausgelaufen war, hielten Fleming und Townsend für die American Record Corporation im September 1934 in New York City eine Session ab. Unter den zahlreichen Aufnahmen fanden sich hier Neuaufnahmen alter Songs wie beispielsweise She’s Just That Kind, Little Home on the Hill oder Gonna Quit Drinkin‘ When I Die. Am 16. August 1937 folgte die letzte Session des Duos für Decca Records und obwohl keine großen Hits mehr produziert wurden, veröffentlichte Victor in den 1930er-Jahren Flemings und Townsends altes Material bei Bluebird Records erneut.
Bis in die 1940er Jahre hinein traten Fleming und Townsend weiterhin auf und trotz eines Berichts im Billboard-Magazin, dass das Duo 1947 neue Songs aufnehmen wolle, entstanden keine weiteren Platten. Trotzdem pflegten beide ihre Freundschaft und trafen sich zum gelegentlichen Angeln und Jagen. Während Fleming weiterhin der Musik treu blieb und bei Malcolm Yelvingtons Star Rhythm Boys spielte, zog sich Townsend aus dem Musikgeschäft zurück.
Reece Fleming starb 1958, Respers Townsend 1974.

## Diskografie
| Jahr                    | Titel | #      | Anmerkungen                     |
| ----------------------- | --- | ------ | ------------------------------- |
| Victor Records          | |        |                                 |
| 1930                    | She’s Just That Kind / Just One Little Kiss | 40297  |                                 |
| 1930                    | Little Home Upon the Hill / I’m Blue and Lonesome | 40321  |                                 |
|                         | (Mama) What Makes You That Way? / She’s Always On My Mind | 23509  |                                 |
|                         | Something’s Got to Change Somewhere / I’ll Tell You About the Women | 23520  |                                 |
|                         | Gonna Quit Drinkin’ When I Die / Drifting On | 23549  |                                 |
|                         | The Ramblin’ Boy / Me, the Moon and My Gal | 23557  |                                 |
|                         | I’m Leavin’ This Town / Lookin’ for a Mama | 23563  |                                 |
|                         | Pretty Mama, You’re Doin’ Wrong / Sweet Daddy from Tennessee | 23575  |                                 |
|                         | I Wanta Be Where You Are / How Can You Be Mean to Me | 23594  |                                 |
|                         | Wanna Be a Man Like Dad / Come and Drift With Me | 23604  |                                 |
|                         | I Feel So Blue / My Baby Can’t Be Found | 23625  |                                 |
|                         | Blowin’ the Blues / A Drunkard’s Resolution | 23635  |                                 |
|                         | She’s Just That Kind No.2 / First Time in Jail | 23666  |                                 |
|                         | Yes, I Got Mine / Oh That Cow | 23676  |                                 |
|                         | Bad Reputation / Unlucky Me | 23694  |                                 |
|                         | Cottonfield Blues / That Lonesome Train | 23710  |                                 |
|                         | The Blues Have Gone / Lonesome (I Need You) | 23758  |                                 |
|                         | I Love You Sweetheart, I Love You / When It’s Hottest Time Down South | 23771  |                                 |
|                         | The Picture On My Dresser / I’ll Never See Her Again | 23789  |                                 |
|                         | Do-Do-Daddling Thing /? | 23793  | B-Seite von Jimmie Davis        |
|                         | Right Always Wins / Longing to Mother | 23814  |                                 |
|                         | The Gambler’s Advice /? | 23829  | B-Seite von Harry McClintock    |
| Conqueror Records       | |        |                                 |
|                         | When I’m Gone You’ll Be Blue / The Gambler’s Confession | 8567   |                                 |
|                         | Little Shack By the Maple /? | 8587   | B-Seite von Jimmie & Eddie Dean |
| Banner Records          | |        |                                 |
|                         | I’ll Get Along / She’s Just That Kind | 33264  |                                 |
|                         | Hey Hey Pretty Mama / Gonna Quit Drinking When I Die | 33357  |                                 |
|                         | What You Gonna Do (This Year My Friend) / Blue and Lonesome | 33431  |                                 |
| Decca Records           | |        |                                 |
|                         | Old Coon Dog Blues / Banana Peeling Mama | 5419   |                                 |
|                         | If I Had Somebody / The Criminal’s Fate | 5427   |                                 |
|                         | Ride Along Little Gal / Weary Mind Blues | 5445   |                                 |
|                         | That’s When You Take the Blues / Triflin’ Mama from Dixie | 5463   |                                 |
|                         | Tell My Baby I’m Gone / Just at Twilight | 5487   |                                 |
|                         | A Rambling Gambling Rounder / A Longing for You | 5516   |                                 |
| Unveröffentlichte Titel | |        |                                 |
| 1932                    | - Dreamy Moon of Tennessee - The Memory That Lingers - Look What You Done - My City Girl                                                                                                  | Victor |                                 |
| 1934                    | - Longing for Hawaii - The Orphan Child - Happy and Gay - Our President and the Farmers - Springtime In the Mountains - Southern Jane - Years Ago I Had a Lover - Little Home on the Hill | ARC    |                                 |